# Willem Sprenger (architect)
Willem Laurens Ferdinand Sprenger (Maastricht, 13 november 1875 – aldaar, 13 januari 1944) was een Nederlands architect.
Vanaf 1898 was Willem Sprenger enige jaren in de leer bij de Roermondse architect Pierre Cuypers. Samen met kunstschilder Rob Graafland en beeldhouwer Frans van de Laar was hij gedurende enkele jaren docent aan het Stadsteekeninstituut te Maastricht, waar hij onder andere les gaf aan Alphons Boosten. 
Sprenger ontwierp enkele villa's in Wyck en in het villapark van Maastricht. Ook was hij architect van de kerktorens van de Heilig Hart van Jezuskerk in Oud-Caberg en de Sint-Dionysiuskerk in Schinnen. In de jaren dertig werden achtereenvolgens de Theresiaschool van Wittevrouwenveld (1931), de Sint-Monulphus en Gondulphuskerk in Berg (1933) en de kerk van Sint-Pieter beneden (1938) gerealiseerd, die hij alle drie samen met Frits Peutz had ontworpen. Sprenger werd in 1933 benoemd tot Officier in de Orde van Oranje-Nassau.
Sprenger was vooral bekend als restauratiearchitect en werkte daarbij enkele malen samen met Victor de Stuers. Zo restaureerde hij in Maastricht diverse vestingwerken, onder andere de Maaspunttoren, de Jekertoren en de Pater Vincktoren (1906-'11) en in Valkenburg de Berkelpoort (1923). Omstreeks 1910 was hij uitvoerend architect bij de restauratie van de Onze-Lieve-Vrouwebasiliek, onder leiding van Pierre Cuypers. Van 1912 tot 1917 was hij betrokken bij de restauratie van het Dominicanenklooster en -kerk. In Noorbeek restaureerde hij de Sint-Brigidakerk (1903-'13) en in Schinnen de Sint-Dionysiuskerk (1916).

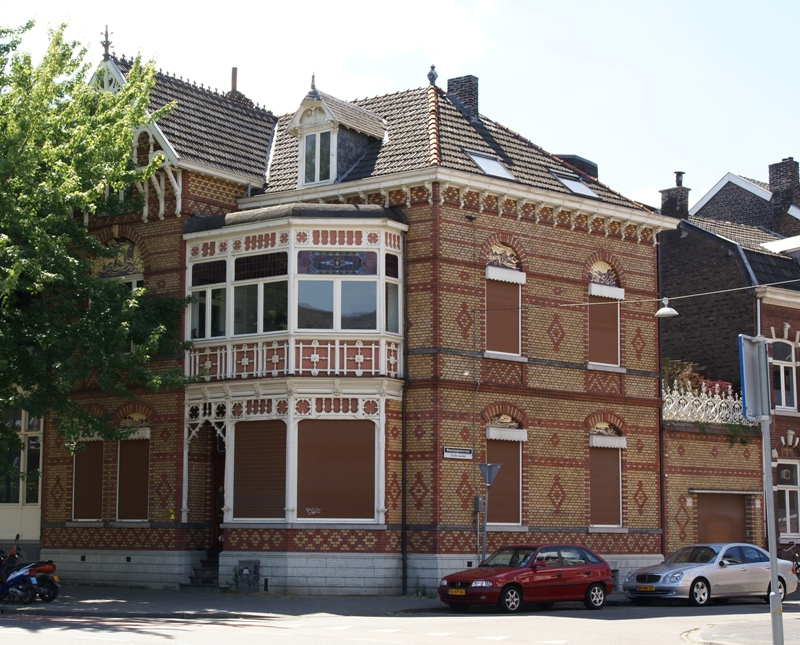
Spoorweglaan 7 (1901)
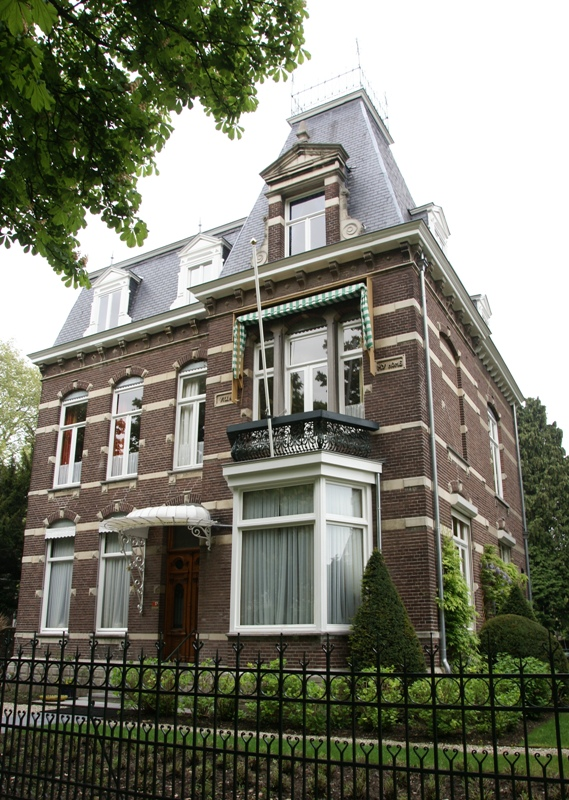
St Lambertuslaan 5 (1909)
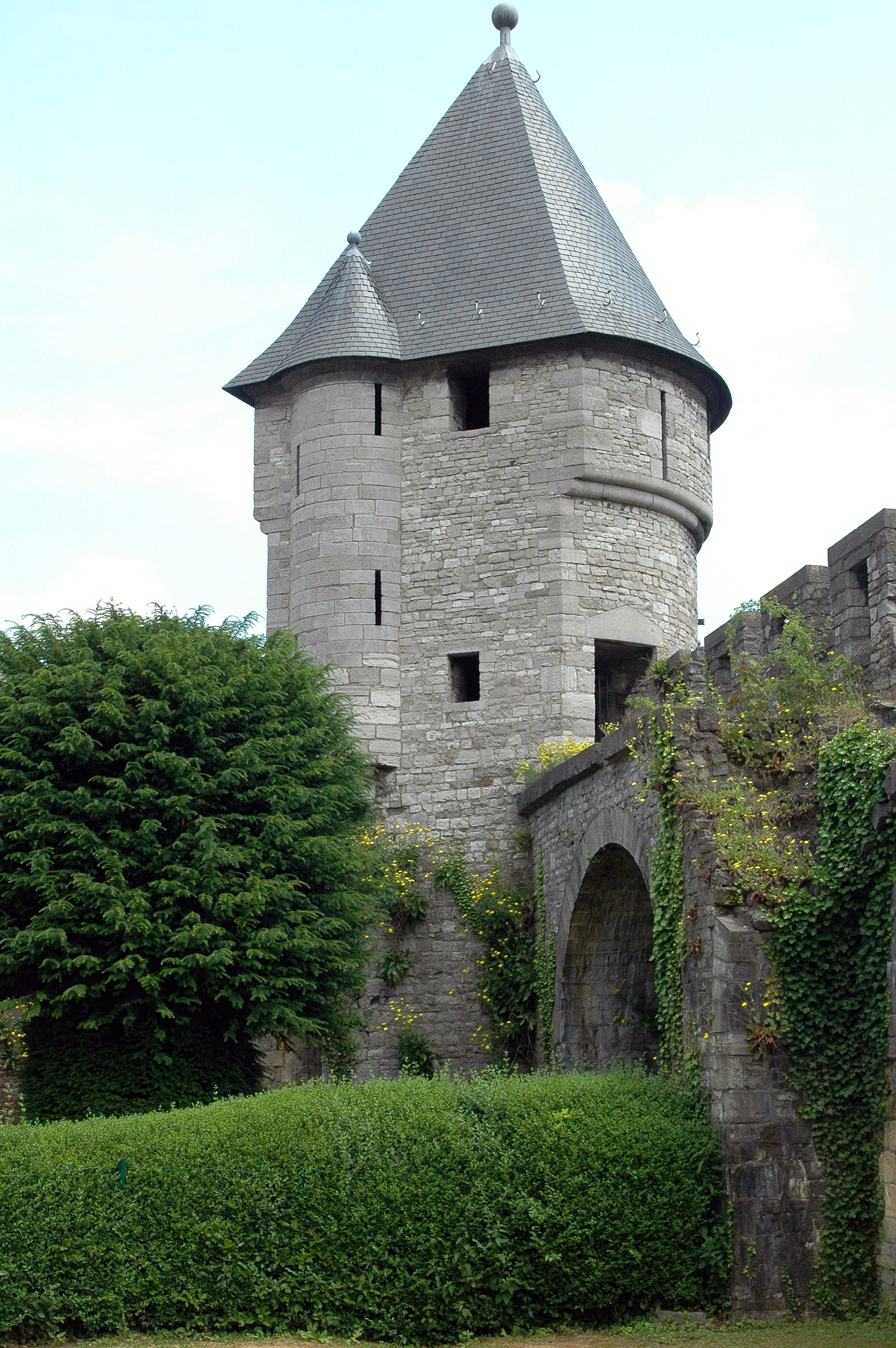
Pater Vincktoren (1906)
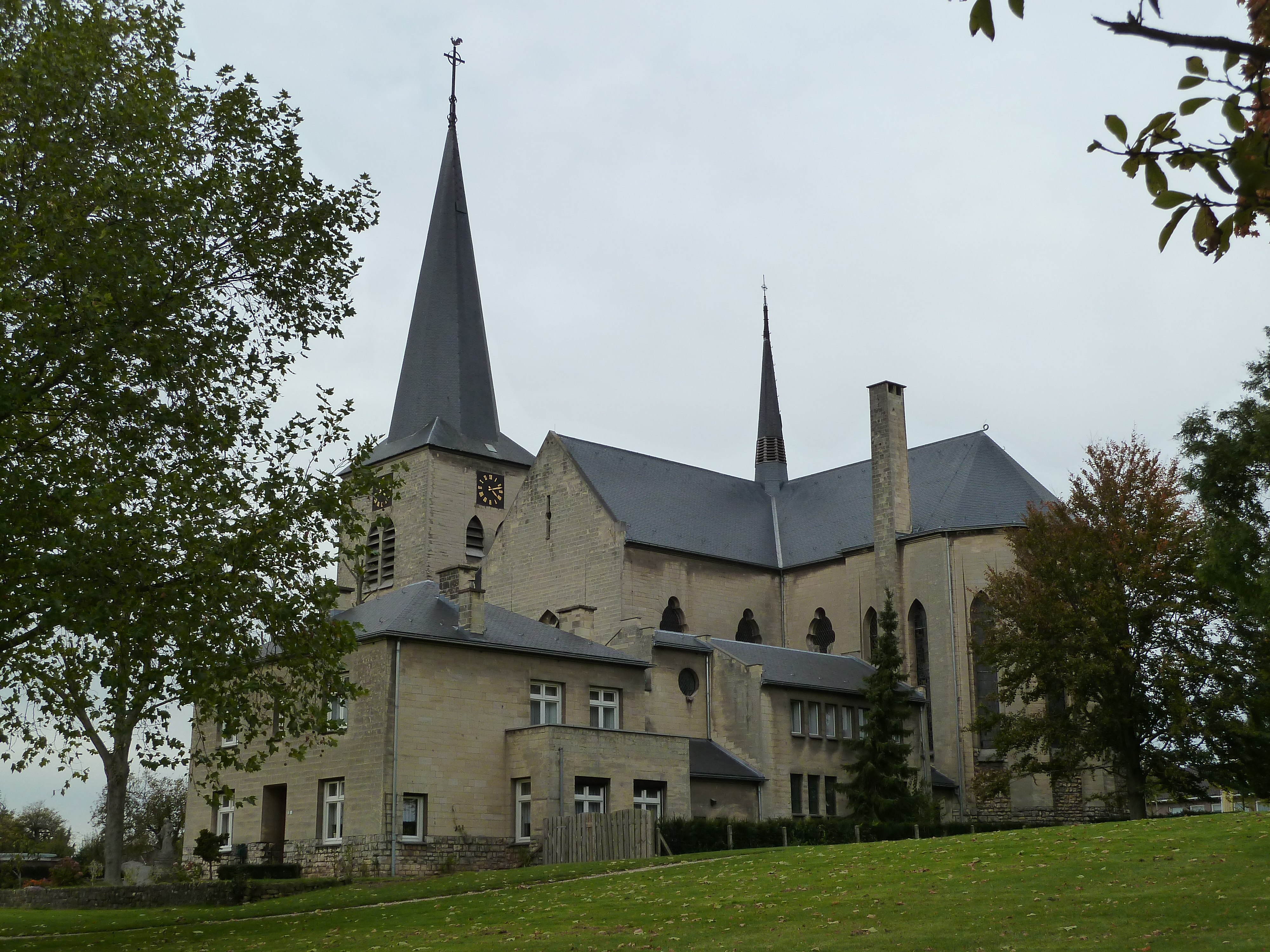
Kerk van Berg (postuum)